# Ricardo Muñoz Zurita
Ricardo Muñoz Zurita (Macuspana, México, 1966) es un chef mexicano reconocido por sus investigaciones en la gastronomía mexicana tradicional y contemporánea. 

## Biografía
Nació en Macuspana, Tabasco, aunque creció en Coatzacoalcos y más tarde Xalapa, en el estado de Veracruz. Se inició en el mundo culinario en el restaurante familiar. Según él mismo cuenta, fueron las grandes diferencias entre las diferentes gastronomías regionales de México, especialmente la veracruzana y la tabasqueña, lo que le motivó a llevar a cabo sus investigaciones culinarias. Su más célebre obra es el Diccionario enciclopédico de la Gastronomía Mexicana. Estudió Administración de Empresas Turísticas en la Escuela Internacional de Turismo de la Ciudad de México. Más tarde se formaría como chef en el San Diego Community College en California, además de Le Cordon Bleu de París y el The Culinary Institute of America en Nueva York.
En 2016, inició la entrega anual de la Medalla Ricardo Muñoz Zurita, en colaboración con Culinaria Mexicana, en tres categorías: «al mérito en educación gastronómica», «al mérito en investigación gastronómica» y «al mérito editorial en el renglón de gastronomía», además de la Beca Ricardo Muñoz Zurita, destinada a la formación de jóvenes gastrónomos mexicanos.
En 2017 fue nominado al reputado Basque Culinary World Prize, que sin embargo ganó la chef colombiana Leonor Espinosa.
Por toda su carrera y labor enciclopédica se ha ganado el apodo de «el antropólogo de la gastronomía mexicana».

## Restaurantes
El chef Muñoz Zurita posee los siguientes restaurantes en la Ciudad de México:
- Azul Condesa, inaugurado en 2011 en la colonia Condesa
- Azul Histórico, en el Centro Histórico
- Azul y Oro, en la Ciudad Universitaria
- Azul 70, en el hotel Fiesta Americana Reforma

## Publicaciones
- Diccionario de los Chiles Nativos de México. Córima Books. 2015. ISBN 978-607-8390-01-4.
- Los chiles nativos de México. DGE Equilibrista. 2015. ISBN 978-607-7874-51-5.
- Diccionario enciclopédico de la Gastronomía Mexicana. Ediciones Larousse. 2013. ISBN 978-60-72106-19-2.
- El pequeño Larousse de la gastronomía mexicana. Ediciones Larousse. 2013. ISBN 978-60-72107-37-3.
- La vuelta al mundo en 80 platillos. Ediciones Larousse. 2013. ISBN 978-607-21-0722-9.
- Los chiles rellenos en México. Universidad Nacional Autónoma de México. 2010. ISBN 978-60-70212-57-4.
- Verde, blanco, rojo en la cocina mexicana. Ediciones Larousse. 2010. ISBN 978-60-72105-49-2.
- Verde en la cocina mexicana. Fundación Herdez. 2010. ISBN 978-96-85011-08-2.
- Los chiles rellenos en México. Universidad Nacional Autónoma de México. 1996. ISBN 978-607-02-1257-4.
- Los clásicos de la cocina mexicana. Larousse Cocina. 2009. ISBN 978-97-02222-13-2.
- Salsas mexicanas. Larousse Cocina. 2009. ISBN 978-6072108608.

Colaboraciones:
- Varios autores (2013). Del rojo al rosa mexicano (en inglés). Editorial Artes de México. ISBN 978-607-461-146-5.
- Marilyn, Tausend (2010). La cocina mexicana: many cultures, one cuisine (en inglés). University of California Press. ISBN 978-05-20261-11-2.

## Reconocimientos
El chef Muñoz Zurita ha recibido los siguientes reconocimientos:
- Five Star Diamond Award, 2007
- Chef del Año, 2008. Club Vatel México
- Reconocimiento como veracruzano distinguido, 2010 Gobierno del Estado de Veracruz
- Mente Humana, 2010. Discovery Channel y Revista Quo
- San Pascual Bailon, 2010
- Homenaje Nacional Fusión México, 2010
- Homenajeado en el Festival de Kooben, Mérida, 2011
- Homenajeado en el Festival: El Saber del Sabor, Oaxaca, 2011
- Homenajeado en el Festival: Wine and Food, Cancún, 2012
- La llave del progreso, 2013. AMAIT. (Abastecedores turísticos A.C) Categoría Empresario Restaurantero
- Mérito empresarial restaurantero, 2013 CANIRAC, Promotor de la Producción
- Chef Mentor, Gourmet Awards, 2013
- Gourmet Awards, Best Restaurant People´s Choice 2014
- Homenaje de la Universidad del Estado de México, 2014
- Reconocimiento del Gobierno de Campeche, 2015